# Abraxas nigrocellata
Abraxas nigrocellata là một loài bướm đêm trong họ Geometridae.